# Povestiri ciudate

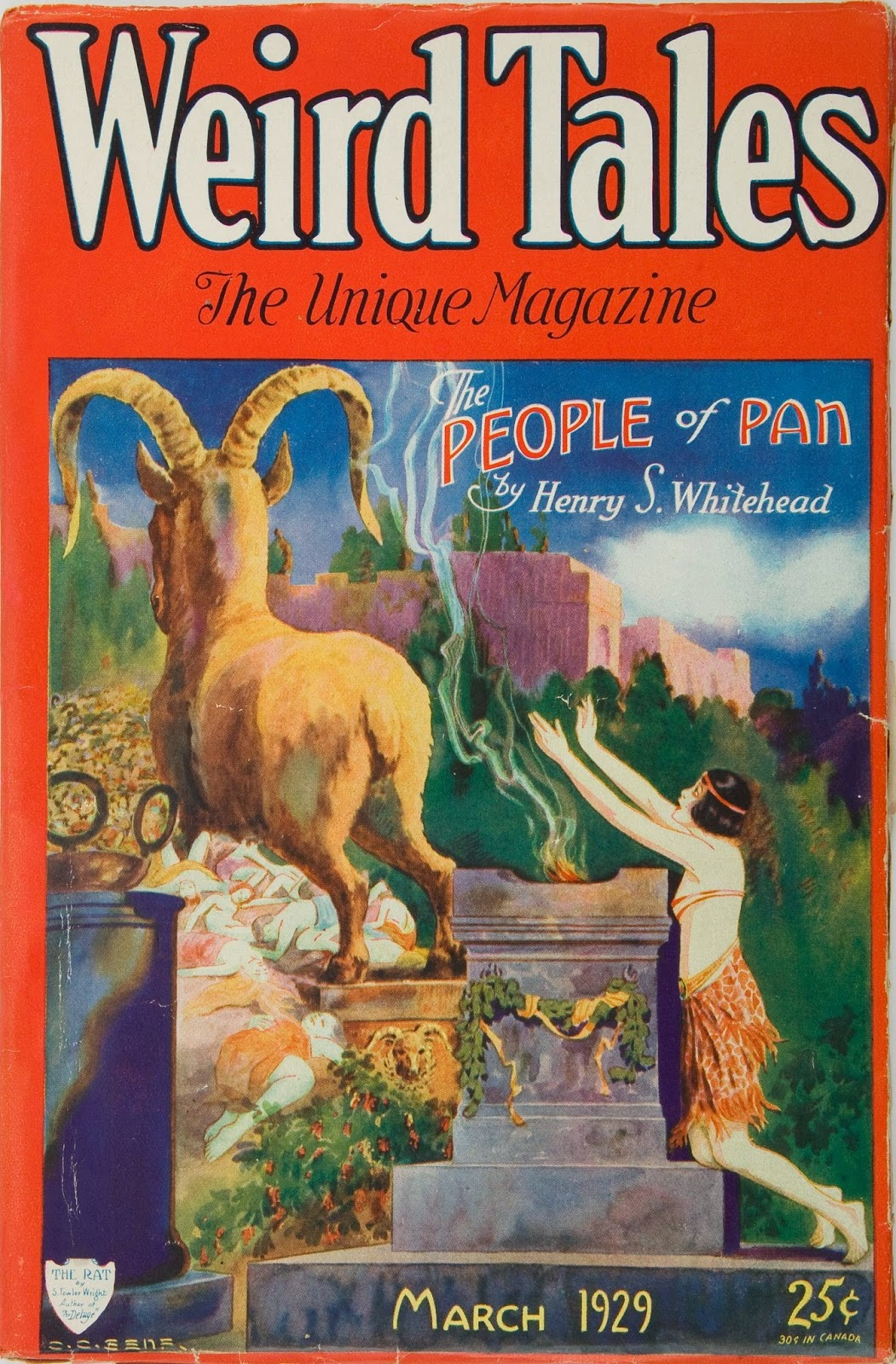
Coperta revistei din martie 1929

Povestiri ciudate (denumirea originală, Weird Tales) este o revistă americană de literatură de consum de groază și fantezie care a apărut prima oară în martie 1923. Revista a avut sediul în Chicago și a fost sub îndrumarea lui J. C. Henneberger, un fost jurnalist care aprecia macabrul. A apărut până în septembrie 1954, cu un total de 279 de numere. Revista a reapărut în anii 1970, în 1981 și 1983. Începând cu numărul 290, din 1988, a reapărut sub îngrijirea editorilor George H. Scithers, John Gregory Betancourt și Darrell Schweitzer.

## Antologii
Numeroase antologii cu povestiri apărute în Weird Tales au fost publicate:
- The Moon Terror (1927) editată anonim de Farnsworth Wright.
- The Unexpected (1961)
- The Ghoul Keepers (1961)
- Weird Tales (1964)
- Worlds of Weird (1965) editată de Leo Margulies.
- Far Below and Other Horrors (1974) ed. Robert Weinberg
- Weird Tales (1976) ed. Peter Haining.
- Weird Legacies (1977) ed. Mike Ashley.
- Weird Tales:The Magazine That Never Dies (1988) ed. Marvin Kaye.
- Weird Tales: 32 Unearthed Terrors (1988) ed. Weinberg, Stefan R. Dziemianowicz și Martin H. Greenberg.
- The Eighth Green Man and Other Strange Folk (1989) ed. Weinberg.
- 100 Wild Little Weird Tales (1994) ed. Weinberg, Dziemianowicz și Greenberg.
- Best of Weird Tales (1995) ed. John Gregory Betancourt.
- The Best of Weird Tales: 1923 (1997) ed. Kaye și Betancourt.
- Weird Tales: Seven Decades of Terror (1997) ed. Weinberg și Betancourt.
- Weird Tales: The 21st Century (2007) ed. Segal și Wallace.

## Vezi și
- Weird West
- 1923 în științifico-fantastic